# جکی کاشیان
جکی کاشیان ( انگلیسی: Jackie Kashian؛ زادهٔ ۲۰ ژوئیهٔ ۱۹۶۵) بازیگر و پادکست‌ساز ارمنی‌تبار اهل ایالات متحده آمریکا است که از سال ۱۹۸۶ میلادی تا کنون فعالیت می‌کند.

## زندگی‌نامه
وی در ۲۰ ژوئیهٔ ۱۹۶۵ در میلواکی جنوبی به دنیا آمد و از دانشگاه ویسکانسین-مدیسن فارغ‌التحصیل گشت. 

## گزیده فیلمشناسی
از فیلم‌ها یا برنامه‌های تلویزیونی که وی در آن نقش داشته‌است می‌توان به مورفی براون اشاره کرد.

## یادداشت
1. ↑  Andy Ashcraft